# Petrăchioaia, Ilfov
Petrăchioaia este satul de reședință al comunei cu același nume din județul Ilfov, Muntenia, România.